# Ilha do Livramento
A Ilha do Livramento é uma ilha onde fica a sede do município de Alcântara, no Maranhão.
Pertencente ao Arquipélago do Golfão Maranhense, tendo como limitesː ao norte, a cidade de São Luís; ao sul, a Baía de São Marcos; a oeste, o estuário do Rio Jacaré.
Entre as paisagens encontradas na ilha estão planícies de maré lamosas e arenosas, praias de areias finas, dunas móveis e fixas, falésias, pontais rochosos, depósitos de talus e manguezais; além bosques florestais, campos e cerrado, onde podem ser encontradas espécies como o babaçu, a carnaúba, o tucum, o cajuí, o murici e cactáceas. Também há uma laguna na ilha.
A ilha também sofre forte influência do Canal do Boqueirão, localizado a leste.